# 미국 연대당
미국 연대당(영어: American Solidarity Party, 약칭: ASP)은 미국의 기독교 민주주의 정당이다. 당의 슬로건은 '공동선, 공통된 견해, 상식'이다.

## 같이 보기
- 공동체주의
- 사회적 시장경제
- 사회복음주의
- 영역 주권
- 보충성의 원리
- 제3의 길